# Take Me Away (Cappella-dal)
A Take Me Away című dal az olasz Cappella 1991-ben és 1992-ben is megjelent kislemeze, mely albumra nem került fel, és az angol kislemezlista 25. helyéig jutott, és az ír kislemezlistára is felkerült.
A dal vokálját Loletta Holloway énekli, kinek a Love Sensation című dalából származik az eredeti vokál. Ezt használta fel a Cappella duó a dalhoz.

## Megjelenések
CD Maxi  Hollandia Media Records Benelux – MB 1303
1. Take Me Away (Radio Mix)	3:47
2. Take Me Away (Extended Mix)	6:23
3. Take Me Away (Techno Mix)	6:09

## Slágerlista

### Slágerlistás helyezések
| Slágerlista (1994) | Legjobb helyezés |
| ------------------ | ---------------- |
| Ireland (IRMA)     | 12               |
| UK                 | 25               |